# Zmiivka, Svatove
Zmiivka (în ucraineană Зміївка) este un sat în orașul raional Svatove din regiunea Luhansk, Ucraina.

## Demografie
Componența lingvistică a localității Zmiivka
     Ucraineană (85%)
     Rusă (15%)
Conform recensământului din 2001, majoritatea populației localității Zmiivka era vorbitoare de ucraineană (85%), existând în minoritate și vorbitori de rusă (15%).